# Séniorité au Sénat des États-Unis
Au Sénat des États-Unis, la séniorité offre plusieurs avantages. Elle est déterminée selon plusieurs facteurs successifs :
1. Temps passé en tant que sénateur (consécutivement)
2. Ancien sénateur (non consécutivement)
3. Temps passé en tant que sénateur lors d'anciens mandats (non consécutifs)
4. Ancien membre de la Chambre des représentants
5. Temps passé en tant que membre de la Chambre des représentants
6. Ancien président
7. Ancien vice-président
8. Ancien membre du gouvernement
9. Ancien gouverneur d'État
10. Population de l'État d'après le recensement le plus récent au moment de l'élection du sénateur
11. Ordre alphabétique du nom de famille

Le président pro tempore du Sénat des États-Unis est généralement le doyen du parti majoritaire.
Cet articles ne recense pas les facteurs autres que la longévité. Se réferer à l'article en anglais pour plus de détails.

## Ordre actuel de séniorité
| Rang | Sénateur               | Parti | Parti       | État                 | Date d'entrée au sénat | Responsabilités                                                                  |
| ---- | ---------------------- | ----- | ----------- | -------------------- | ---------------------- | -------------------------------------------------------------------------------- |
| 1    | Chuck Grassley         |       | Républicain | Iowa                 | 3 janvier 1981         | Président pro tempore emeritus du Sénat                                          |
| 2    | Mitch McConnell        |       | Républicain | Kentucky             | 3 janvier 1985         | Chef de la minorité                                                              |
| 3    | Patty Murray           |       | Démocrate   | Washington           | 3 janvier 1993         | Présidente pro tempore du Sénat Président du comité des crédits                  |
| 4    | Ron Wyden              |       | Démocrate   | Oregon               | 6 février 1996         | Président du comité des finances                                                 |
| 5    | Dick Durbin            |       | Démocrate   | Illinois             | 3 janvier 1997         | Adjoint au chef de la majorité Président du comité judiciaire                    |
| 6    | Jack Reed              |       | Démocrate   | Rhode Island         | 3 janvier 1997         | Président du comité des forces armées                                            |
| 7    | Susan Collins          |       | Républicain | Maine                | 3 janvier 1997         |                                                                                  |
| 8    | Chuck Schumer          |       | Démocrate   | New York             | 3 janvier 1999         | Chef de la majorité                                                              |
| 9    | Mike Crapo             |       | Républicain | Idaho                | 3 janvier 1999         |                                                                                  |
| 10   | Tom Carper             |       | Démocrate   | Delaware             | 3 janvier 2001         | Président du comité sur l'environnement et les travaux publics                   |
| 11   | Debbie Stabenow        |       | Démocrate   | Michigan             | 3 janvier 2001         | Présidente du comité sur l'agriculture, la nutrition et les forêts               |
| 12   | Maria Cantwell         |       | Démocrate   | Washington           | 3 janvier 2001         | Présidente du comité sur le commerce, la science et les transports               |
| 13   | John Cornyn            |       | Républicain | Texas                | 1er décembre 2002      |                                                                                  |
| 14   | Lisa Murkowski         |       | Républicain | Alaska               | 20 décembre 2002       |                                                                                  |
| 15   | Lindsey Graham         |       | Républicain | Caroline du Sud      | 3 janvier 2003         |                                                                                  |
| 16   | John Thune             |       | Républicain | Dakota du Sud        | 3 janvier 2005         | Adjoint au chef de la minorité                                                   |
| 17   | Bob Menendez           |       | Démocrate   | New Jersey           | 17 janvier 2006        | Président du comité des affaires étrangères                                      |
| 18   | Ben Cardin             |       | Démocrate   | Maryland             | 3 janvier 2007         | Président du comité sur les petites et moyennes entreprises et les entrepreneurs |
| 19   | Bernie Sanders         |       | Indépendant | Vermont              | 3 janvier 2007         | Président du comité sur le budget                                                |
| 20   | Sherrod Brown          |       | Démocrate   | Ohio                 | 3 janvier 2007         | Président du comité sur les banques, le logement et l'urbanisme                  |
| 21   | Bob Casey Jr.          |       | Démocrate   | Pennsylvanie         | 3 janvier 2007         | Président du comité spécial sur le vieillissement                                |
| 22   | Amy Klobuchar          |       | Démocrate   | Minnesota            | 3 janvier 2007         | Présidente du comité des règles et de l'administration                           |
| 23   | Sheldon Whitehouse     |       | Démocrate   | Rhode Island         | 3 janvier 2007         |                                                                                  |
| 24   | Jon Tester             |       | Démocrate   | Montana              | 3 janvier 2007         | Président du comité des vétérans                                                 |
| 25   | John Barrasso          |       | Républicain | Wyoming              | 25 juin 2007           |                                                                                  |
| 26   | Roger Wicker           |       | Républicain | Mississippi          | 31 décembre 2007       |                                                                                  |
| 27   | Jeanne Shaheen         |       | Démocrate   | New Hampshire        | 3 janvier 2009         |                                                                                  |
| 28   | Mark Warner            |       | Démocrate   | Virginie             | 3 janvier 2009         | Président du comité sur le renseignement                                         |
| 29   | Jim Risch              |       | Républicain | Idaho                | 3 janvier 2009         |                                                                                  |
| 30   | Jeff Merkley           |       | Démocrate   | Oregon               | 3 janvier 2009         |                                                                                  |
| 31   | Michael Bennet         |       | Démocrate   | Colorado             | 21 janvier 2009        |                                                                                  |
| 32   | Kirsten Gillibrand     |       | Démocrate   | New York             | 26 janvier 2009        |                                                                                  |
| 33   | Joe Manchin            |       | Démocrate   | Virginie-Occidentale | 15 novembre 2010       | Président du comité sur l'énergie et les ressources naturelles                   |
| 34   | Chris Coons            |       | Démocrate   | Delaware             | 15 novembre 2010       | Président du comité d'éthique                                                    |
| 35   | Jerry Moran            |       | Républicain | Kansas               | 3 janvier 2011         |                                                                                  |
| 36   | John Boozman           |       | Républicain | Arkansas             | 3 janvier 2011         |                                                                                  |
| 37   | John Hoeven            |       | Républicain | Dakota du Nord       | 3 janvier 2011         |                                                                                  |
| 38   | Marco Rubio            |       | Républicain | Floride              | 3 janvier 2011         |                                                                                  |
| 39   | Ron Johnson            |       | Républicain | Wisconsin            | 3 janvier 2011         |                                                                                  |
| 40   | Rand Paul              |       | Républicain | Kentucky             | 3 janvier 2011         |                                                                                  |
| 41   | Richard Blumenthal     |       | Démocrate   | Connecticut          | 3 janvier 2011         |                                                                                  |
| 42   | Mike Lee               |       | Républicain | Utah                 | 3 janvier 2011         |                                                                                  |
| 43   | Brian Schatz           |       | Démocrate   | Hawaï                | 26 décembre 2012       | Président du comité sur les affaires indiennes                                   |
| 44   | Tim Scott              |       | Républicain | Caroline du Sud      | 2 janvier 2013         |                                                                                  |
| 45   | Tammy Baldwin          |       | Démocrate   | Wisconsin            | 3 janvier 2013         |                                                                                  |
| 46   | Chris Murphy           |       | Démocrate   | Connecticut          | 3 janvier 2013         |                                                                                  |
| 47   | Mazie Hirono           |       | Démocrate   | Hawaï                | 3 janvier 2013         |                                                                                  |
| 48   | Martin Heinrich        |       | Démocrate   | Nouveau-Mexique      | 3 janvier 2013         |                                                                                  |
| 49   | Angus King             |       | Indépendant | Maine                | 3 janvier 2013         |                                                                                  |
| 50   | Tim Kaine              |       | Démocrate   | Virginie             | 3 janvier 2013         |                                                                                  |
| 51   | Ted Cruz               |       | Républicain | Texas                | 3 janvier 2013         |                                                                                  |
| 52   | Elizabeth Warren       |       | Démocrate   | Massachusetts        | 3 janvier 2013         |                                                                                  |
| 53   | Deb Fischer            |       | Républicain | Nebraska             | 3 janvier 2013         |                                                                                  |
| 54   | Ed Markey              |       | Démocrate   | Massachusetts        | 16 juillet 2013        |                                                                                  |
| 55   | Cory Booker            |       | Démocrate   | New Jersey           | 31 octobre 2013        |                                                                                  |
| 56   | Shelley Moore Capito   |       | Républicain | Virginie-Occidentale | 3 janvier 2015         |                                                                                  |
| 57   | Gary Peters            |       | Démocrate   | Michigan             | 3 janvier 2015         | Président du comité sur la sécurité intérieure et les affaires gouvernementales  |
| 58   | Bill Cassidy           |       | Républicain | Louisiane            | 3 janvier 2015         |                                                                                  |
| 59   | James Lankford         |       | Républicain | Oklahoma             | 3 janvier 2015         |                                                                                  |
| 60   | Tom Cotton             |       | Républicain | Arkansas             | 3 janvier 2015         |                                                                                  |
| 61   | Steve Daines           |       | Républicain | Montana              | 3 janvier 2015         |                                                                                  |
| 62   | Mike Rounds            |       | Républicain | Dakota du Sud        | 3 janvier 2015         |                                                                                  |
| 63   | Thom Tillis            |       | Républicain | Caroline du Nord     | 3 janvier 2015         |                                                                                  |
| 64   | Joni Ernst             |       | Républicain | Iowa                 | 3 janvier 2015         |                                                                                  |
| 65   | Dan Sullivan           |       | Républicain | Alaska               | 3 janvier 2015         |                                                                                  |
| 66   | Chris Van Hollen       |       | Démocrate   | Maryland             | 3 janvier 2017         |                                                                                  |
| 67   | Todd Young             |       | Républicain | Indiana              | 3 janvier 2017         |                                                                                  |
| 68   | Tammy Duckworth        |       | Démocrate   | Illinois             | 3 janvier 2017         |                                                                                  |
| 69   | Maggie Hassan          |       | Démocrate   | New Hampshire        | 3 janvier 2017         |                                                                                  |
| 70   | John Neely Kennedy     |       | Républicain | Louisiane            | 3 janvier 2017         |                                                                                  |
| 71   | Catherine Cortez Masto |       | Démocrate   | Nevada               | 3 janvier 2017         |                                                                                  |
| 72   | Tina Smith             |       | Démocrate   | Minnesota            | 3 janvier 2018         |                                                                                  |
| 73   | Cindy Hyde-Smith       |       | Républicain | Mississippi          | 9 avril 2018           |                                                                                  |
| 74   | Marsha Blackburn       |       | Républicain | Tennessee            | 3 janvier 2019         |                                                                                  |
| 75   | Kyrsten Sinema         |       | Démocrate   | Arizona              | 3 janvier 2019         |                                                                                  |
| 76   | Kevin Cramer           |       | Républicain | Dakota du Nord       | 3 janvier 2019         |                                                                                  |
| 77   | Jacky Rosen            |       | Démocrate   | Nevada               | 3 janvier 2019         |                                                                                  |
| 78   | Mitt Romney            |       | Républicain | Utah                 | 3 janvier 2019         |                                                                                  |
| 79   | Mike Braun             |       | Républicain | Indiana              | 3 janvier 2019         |                                                                                  |
| 80   | Josh Hawley            |       | Républicain | Missouri             | 3 janvier 2019         |                                                                                  |
| 81   | Rick Scott             |       | Républicain | Floride              | 8 janvier 2019         |                                                                                  |
| 82   | Mark Kelly             |       | Démocrate   | Arizona              | 2 décembre 2020        |                                                                                  |
| 83   | Ben Ray Luján          |       | Républicain | Nouveau-Mexique      | 3 janvier 2021         |                                                                                  |
| 84   | Cynthia Lummis         |       | Républicain | Wyoming              | 3 janvier 2021         |                                                                                  |
| 85   | Roger Marshall         |       | Républicain | Kansas               | 3 janvier 2021         |                                                                                  |
| 86   | John Hickenlooper      |       | Démocrate   | Colorado             | 3 janvier 2021         |                                                                                  |
| 87   | Bill Hagerty           |       | Républicain | Tennessee            | 3 janvier 2021         |                                                                                  |
| 88   | Tommy Tuberville       |       | Républicain | Alabama              | 3 janvier 2021         |                                                                                  |
| 89   | Alex Padilla           |       | Démocrate   | Californie           | 20 janvier 2021        |                                                                                  |
| 90   | Jon Ossoff             |       | Démocrate   | Géorgie              | 20 janvier 2021        |                                                                                  |
| 91   | Raphael Warnock        |       | Démocrate   | Géorgie              | 20 janvier 2021        |                                                                                  |
| 92   | Katie Britt            |       | Républicain | Alabama              | 3 janvier 2023         |                                                                                  |
| 93   | Ted Budd               |       | Républicain | Caroline du Nord     | 3 janvier 2023         |                                                                                  |
| 94   | J. D. Vance            |       | Républicain | Ohio                 | 3 janvier 2023         |                                                                                  |
| 95   | Markwayne Mullin       |       | Républicain | Oklahoma             | 3 janvier 2023         |                                                                                  |
| 96   | John Fetterman         |       | Démocrate   | Pennsylvanie         | 3 janvier 2023         |                                                                                  |
| 97   | Eric Schmitt           |       | Républicain | Missouri             | 3 janvier 2023         |                                                                                  |
| 98   | Peter Welch            |       | Démocrate   | Vermont              | 3 janvier 2023         |                                                                                  |
| 99   | Pete Ricketts          |       | Républicain | Nebraska             | 23 janvier 2023        |                                                                                  |
| 100  | Laphonza Butler        |       | Démocrate   | Californie           | 3 octobre 2023         |                                                                                  |